# Warri South West
Warri South West è una delle venticinque aree a governo locale (local government areas) in cui è suddiviso lo stato di Delta, nella Repubblica Federale della Nigeria.
Si estende su una superficie di 1.722 chilometri quadrati e conta una popolazione di 116.681 abitanti.